# Clévilliers
Clévilliers é uma comuna francesa na região administrativa do Centro, no departamento Eure-et-Loir. Estende-se por uma área de 15,69 km². Em 2010 a comuna tinha 718 habitantes (densidade: 45,8 hab./km²).